# 根岸旭台
根岸旭台（ねぎしあさひだい）は、神奈川県横浜市中区の町名。丁番を持たない単独町名である。住居表示未実施。

## 地理
中区西部の、根岸台地の端の傾斜地に位置し、0.079km²の東西にやや長い町域をもつ。西は寺久保、北は根岸台、東は滝之上、南は磯子区東町に接する。
一戸建てや中層マンションが建てられ、外国人も多く居住する。1969年に山川惣治が開店させたレストラン「ドルフィン」は、荒井由実の『海を見ていた午後』で歌われたことからユーミンの聖地として知られる。歌詞では「山手のドルフィン」とあるが、山手町や山手駅からは離れており、最寄駅は根岸駅である。

### 地価
住宅地の地価は、2025年（令和7年）1月1日の公示地価によれば、根岸旭台5番19の地点で35万3000円/m²となっている。

## 歴史
古くは久良岐郡根岸村の一部で、1933年（昭和8年）に横浜市中区根岸町の一部から「根岸芝生台」の町名で新設された。1935年に、一部を磯子区芝生町（しぼうちょう。のちの中根岸町、現在の東町・西町）に編入。1940年4月1日に根岸旭台に変更された。芝生の読みが死亡に通じるとして、瑞祥地名に改めたものと考えられている。

## 世帯数と人口
2025年（令和7年）6月30日現在（横浜市発表）の世帯数と人口は以下の通りである。
| 町丁     | 世帯数  | 人口    |
| -------- | ------- | ------- |
| 根岸旭台 | 887世帯 | 1,890人 |

### 人口の変遷
国勢調査による人口の推移。
| 年                 | 人口  |
| ------------------ | ----- |
| 1995年（平成7年）  | 1,194 |
| 2000年（平成12年） | 1,315 |
| 2005年（平成17年） | 1,501 |
| 2010年（平成22年） | 1,642 |
| 2015年（平成27年） | 1,964 |
| 2020年（令和2年）  | 1,984 |

### 世帯数の変遷
国勢調査による世帯数の推移。
| 年                 | 世帯数 |
| ------------------ | ------ |
| 1995年（平成7年）  | 480    |
| 2000年（平成12年） | 555    |
| 2005年（平成17年） | 600    |
| 2010年（平成22年） | 690    |
| 2015年（平成27年） | 827    |
| 2020年（令和2年）  | 825    |

## 学区
市立小・中学校に通う場合、学区は以下の通りとなる（2024年11月時点）。
| 番地                               | 小学校             | 中学校               |
| ---------------------------------- | ------------------ | -------------------- |
| 20番地（旭台ハイツ）               | 横浜市立立野小学校 | 横浜市立仲尾台中学校 |
| 1〜19番地 20番地（旭台ハイツ除く） | 横浜市立根岸小学校 | 横浜市立根岸中学校   |

## 事業所
2021年現在の経済センサス調査による事業所数と従業員数は以下の通りである。
| 町丁     | 事業所数 | 従業員数 |
| -------- | -------- | -------- |
| 根岸旭台 | 41事業所 | 223人    |

### 事業者数の変遷
経済センサスによる事業所数の推移。
| 年                 | 事業者数 |
| ------------------ | -------- |
| 2016年（平成28年） | 26       |
| 2021年（令和3年）  | 41       |

### 従業員数の変遷
経済センサスによる従業員数の推移。
| 年                 | 従業員数 |
| ------------------ | -------- |
| 2016年（平成28年） | 222      |
| 2021年（令和3年）  | 223      |

## 交通
横浜駅根岸道路が通る。根岸旭台から山下本牧磯子線にかけての急坂は、白滝不動尊に因み「不動坂」と呼ばれ、幕末期には外国人の遊歩道であった。根岸駅方面へは、不動坂のほか、歩行者専用の東坂が通じている。町内には「不動坂上」と、根岸台との境に「旭台」のバス停が設けられている。旭台は桜木町駅から元町・麦田町を経由し市電保存館に至る横浜市営バス21系統と、横浜駅から伊勢佐木長者町駅前を経由し根岸台などへ行く横浜市営バス103系統が利用できる。不動坂上は21系統と、103系統のうち一部の便が停車する。

## その他

### 日本郵便
- 郵便番号：231-0854[3]（集配局：横浜港郵便局[21]）

### 警察
町内の警察の管轄区域は以下の通りである。
| 番・番地等 | 警察署     | 交番・駐在所 |
| ---------- | ---------- | ------------ |
| 全域       | 山手警察署 | 根岸交番     |